# Керимова, Гюльбановша Курбан кызы
Гюльбановша Курбан кызы Керимова (азерб. Gülbənövşə Qurban qızı Kərimova; 22 апреля 1918, Закатальский уезд — 1983, Закатальский район) — советский азербайджанский табаковод, Герой Социалистического Труда (1949).

## Биография
Родилась 22 апреля 1918 года в селе Енгиян Закатальского уезда ЗДФР (ныне Закатальский район Азербайджана).
С 1936 года колхозница и звеньевая в колхозах «Новый путь», имени Шверника и «1 Мая» Закатальского района. В 1948 году получила урожай табака 25,8 центнеров с гектара на площади 3 гектара.
Указом Президиума Верховного Совета СССР от 1 июля 1949 года за получение в 1948 году высоких урожаев табака Керимовой Гюльбановше Курбан кызы присвоено звание Героя Социалистического Труда с вручением ордена Ленина и золотой медали «Серп и Молот».
С 1974 года пенсионер союзного значения.
Активно участвовала в общественной жизни Азербайджана. Член КПСС с 1941 года. Депутат Верховного Совета Азербайджанской ССР 3-го созыва.
Скончалась в 1983 году.